# Волков, Василий Романович

 Василий Романович Волков  (8 апреля 1909, Купянск, Харьковская губерния — 12 мая 1988, Омск) — советский омский художник, живописец.

## Биография
Детство провел в с. Желанное Одесского района Омской области.
В 1925-29 годах учился в Омском художественно-промышленном техникуме им. Врубеля на живописно-декоративном отделении (педагоги В. П. Трофимов, С. Я. Фельдман, Е. А. Клодт). Дипломная работа «Битва двух кавалерий». Преподавал рисование и черчение в СХШ на ст. Тайга.
1930-33 годы учился в ИНПИИ — ЛИЖСА на факультете монументальной живописи (педагоги Н. М. Чернышев, К. С. Петров-Водкин, А. А. Осмеркин, В. М. Орешников).
1934-38 годы преподавал живопись и рисунок в Омском художественно-педагогическом училище.
1938-42 годы преподавал в Ойротском национальном педагогическом училище Алтайского края.
С 1941 года член Союза художников СССР, 1941-46 годы член Барнаульской организации СХ.
В 1942-43 годы художник клуба полка (181 запасной, стрелковый полк СибВО)
В 1943 — по июль 1945 работал преподавателем технического черчения во II Ленинградской спецшколе ВВС.
В 1945—1946 годы директор Омского художественного училища (освобожден от должности из-за реорганизации училища).
С 1946 года член товарищества «Омхудожник» (Омское товарищество художников).
В 1946—1969 годы член правления Омского отделения ССХ и Художественного фонда.
В 1949—1953 годы председатель Омского СХ РСФСР
В 1958 году член комиссии и редколлегии по организации выпуска журнала «Художник».
1962 год делегат II съезда художников СССР.
1968 год делегат II съезда художников СССР.
В 1979—1981 — член Ставропольского отделения СХ РСФСР.
Умер в 1988 году. Похоронен на Старо-Восточном кладбище Омска

## Творчество
Создавал жанровые произведения, портреты современников. Иллюстрировал и оформлял книги в Омском издательстве. Читал лекции по искусству в обществе «Знание» (Облпросвет); автор статей о творчестве омских художников.
Произведения хранятся в ООМИИ им. М.А. Врубеля, в Барнауле в Государственном художественном музее Алтайского края, в Горно-Алтайском краеведческом музее.

## Работы

### Станковые работы
- Автопортрет. 1936. Холст, масло. 38х31. ООМИИ им. М. А. Врубеля.
- Портрет председателя колхоза-миллионера Мухор-Тархата Н. Майманакова («Горный орел»). 1947. Холст, масло. ГХМ Алтайского края
- «Песня о Родине» портрет народного сказителя Н. Улагашева. 1949. Холст, масло. Горно-Алтайский краеведческий музей.
- Смена растет. 1949. Холст, масло.
- Портрет девушки с орденом («Гвардии старшина»). ГХМ Алтайского края.
- «В Чуйской степи». Холст, масло. ООМИИ им. М. А. Врубеля.
- «Чуйский тракт». Холст, масло. ООМИИ им. М. А. Врубеля.
- «Отъезд В. И. Ленина и Н. К. Крупской из сибирской ссылки». Холст, масло. 210 х 160. Городской музей «Искусство Омска»[1]
- Воспитанники музвзвода. 1966. Холст, масло. 96,6х86. ООМИИ им. М. А. Врубеля.
- Материнство. 1936. Холст, масло, темпера. 95х96. ООМИИ им. М. А. Врубеля.

### Иллюстрации к книгам
- К книге Д. Н. Мамина-Сибиряка «Аленушкины сказки» Омского книжного издательства.
- К книге «Рассказы и сказки русских писателей» Омского книжного издательства.
- К книге «Ёж Егорка» Омского книжного издательства.
- К книге Э. Сетон-Томпсона «Виннипегский волк» Омского книжного издательства.

## Награды и конкурсы

### Правительственные
- медаль «За победу над Германией в Великой Отечественной войне 1941—1945 гг.»
- медаль «За доблестный труд в Великой Отечественной войне 1941—1945 гг.»
- медаль «За доблестный труд. В ознаменование 100-летия со дня рождения Владимира Ильича Ленина.»

### Творческие награды
- Диплом Комитета по делам искусства РСФСР за портрет председателя колхоза-миллионера Мухор-Тархата Н. Майманакова («Горный орел») 1947.
- Диплом Комитета по делам искусства РСФСР за портрет народного сказителя Н. Улагашева («Песня о Родине») и «Смена растет» 1949.

### Конкурсы
- Барнаул. (1-я премия).
- 1951, Москва. «Всекохудожник». (Поощрительная премия за эскиз к картине «Отъезд В. И. Ленина и Н. К. Крупской из сибирской ссылки»).
- 1952, Москва. «Всекохудожник». (3-я премия за эскиз к картине «Усыновленный».

## Выставки
- 1937 г. 1-я Омская областная выставка живописи и графики. Омск.
- 1940 г. 3-я краевая выставка. Барнаул.
- 1941 г. Республиканская выставка молодых художников РСФСР. Москва.
- 1945 г. Всесоюзная первая послевоенная выставка художников СССР. Москва.
- 1946 г. Республиканская выставка произведений художников периферии. Москва.
- 1947 г. Всесибирская выставка живописи, графики и скульптуры. Новосибирск.
- 1949 г. Республиканская художественная выставка. Москва.
- 1966 г. Зональная выставка произведений художников Сибири и Дальнего востока. Тюмень.
- 1967 г. II зональная выставка «Сибирь социалистическая», посвященная 50-летию Советской власти. Омск.
- 1968 г. Областная выставка омских художников «Ленинскому комсомолу посвящается». Дом художника. Омск.
- 1968 г. Областная художественная выставка «Художники — Октябрю». Дом художника. Омск.
- 1968 г. Групповая выставка «Художники Омска». Черновцы.
- 1970-71 гг. Персональная выставка. Омск, Барнаул.
- 1970 г. Областная выставка произведений омских художников, посвященная 100-летию со дня рождения В. И. Ленина. Дом художника. Омск.
- Выставка произведений омских художников в воинских частях Алтайского края. Барнаул и др.
- 1973 г. Юбилейная выставка, посвященная 40-летию Омской организации СХ и ХПМ. Дом художника. Омск.
- 1973 г. Выставка, посвященная 50-летию Горно-Алтайской автономной области. Горно-Алтайск.
- 1974 г. Выставка «Художники — целине», посвященная20-летию освоения целинных и залежных земель. Дом художника. Омск.
- 1975 г. Зарубежная выставка произведений омских художников в ВНР. Будапешт.
- 1975 г. IV-я зональная выставка «Сибирь социалистическая». Томск.
- 1975 г. Областная выставка, посвященная 30-летеию Победы над фашистской Германией. Дом художника. Омск.
- 1977 г. Областная выставка произведений омских художников, посвященная 60-летеию Великого Октября. Дом художника. Омск.
- 1977 г. Выставка «Советское изобразительное искусство». ООМИИ им. М. А. Врубеля. Омск.
- 1978 г. Выставка произведений омских художников в танковом инженерном училище. Омск.
- 1982 г. Персональная выставка. Дом художника. Омск.
- 1982/83 г. Юбилейная выставка произведений омских художников «Омская земля» (50 лет организации). Дом художника. Омск.
- 1983/84 г. Юбилейная выставка произведений омских художников «Омская земля» (50 лет организации). Москва, Ленинград.
- 1982 г. Дар омских художников колхозу «Родина» станицы Казанской Краснодарского края. Казанская.
- 1983 г. Выставка «Мастера советского искусства в ООМИИ». Краеведческий музей. Тара.
- 1984 г. Выставка, посвященная 60-летию ООМИИ. Дом художника. Омск.
- 1985 г. Областная выставка, посвященная 40-летию Победы над Германией, «Омичи в труде и бою». Дом художника. Омск.
- 1985 г. Выставка «Нам нужен мир!». ООМИИ. Омск.
- 1985 г. Выставка «Рубежи жизни Родины». ООМИИ. Омск.
- 1986 г. Областная выставка произведений омских художников «Художник и город», посвященная 270-летию основания города Омска. Дом художника. Омск.
- 1983 г. Выставка «Мастера советского искусства в ООМИИ». Госплемсовхоз «Омский».
- 1986 г. Выставка «Художники Омска». Картинная галерея колхоза «Заря коммунизма».
- 1986 г. Выставка «Омские художники в коллекции ООМИИ». Алма-Ата.
- 1987 г. Областная выставка произведений омских художников «Художники — Октябрю», посвященная 70-летию Великого Октября. Дом художника. Омск.
- 1997 г. Выставка «Союз нерушимый. 50-е годы». Дом художника. Омск.
- 1999 г. Выставка «Искусство XX века». ООМИИ им. М. А. Врубеля. Омск.
- 1999 г. Выставка «Домострой». ООМИИ им. М. А. Врубеля. Омск.
- 2000 г. Выставка «К. Белов и художники его времени». Дом художника. Омск.
- 2002 г. Выставка «Искусство социального заказа. 1930—1950-е гг.». ООМИИ им. М. А. Врубеля. Омск.
- 2002 г. Выставка «Омский Союз художников в контрастах эпохи». К 70-летию образования Омской организации СХ России. ООМИИ им. М. А. Врубеля. Омск.
- 2003 г. Академия художеств. XX век (из собрания ООМИИ). ООМИИ им. М. А. Врубеля. Омск.
- 2003 г. Академия художеств: освоение Сибири (выпускники ЛИНЖСА им. И. Е. Репина в Омске). ГОХМ «Либеров-центр». Омск.
- 2003 г. Выставка «Прямая речь. Искусство коммуникации». ООМИИ им. М. А. Врубеля. Омск.
- 2009 г. Ретроспективная выставка произведений Василия Волкова и Константина Щекотова, посвященная 100-летию со дня рождения. ООМИИ им. М. А. Врубеля. Омск.

## Творческие дачи
- 1950 г. Академическая дача.

## Творческие командировки
Совершил творческие поездки в 1952 году с. Шушенское, в 1957 году в Большереченский район Омской области для сбора материала к картине «Чехов на Иртыше».

## Ученики
Учениками В. Р. Волкова были художники Кликушин Николай Филиппович, Куприянов Евгений Авраамович, Штабнов Геннадий Арсентьевич

## Интересные факты
Василий Романович писал стихи и басни в 1991 году вышел сборник его стихов «А я люблю грозу в апреле…»